# アーネスト・タブ
アーネスト・デイル・タブ(Ernest Dale Tubb 1914年2月9日–1984年9月6日、ニックネーム: テキサス・トラバドー (テキサスの吟遊詩人 Texas Troubadour )) は、アメリカ合衆国の歌手、作曲家、カントリー・ミュージックのパイオニアの1人。最もヒットした曲『Walking the Floor Over You 』(1941年)は、ホンキートンクの人気の上昇に貢献した。1948年、のちにエルヴィス・プレスリーなどがカバーしたヒット曲『Blue Christmas 』を最初にレコーディングした。他のヒット曲で甥のクエナ・タルマッジ・タブ(ビリー・タルマッジ)作曲の『Waltz Across Texas 』(1965年)はリクエストの多かった曲の1つで、テキサス州でのワルツのレッスンによく使用されている。1960年代初頭、駆け出しのロレッタ・リンと『Sweet Thang 』などをデュエットしてヒットした。1965年、カントリー・ミュージック殿堂に殿堂入りした。

## 経歴

### 初期
テキサス州エリス郡クリスプ(現在ゴーストタウンとなっている)近郊の綿花農場で生まれた。父親は小作人で、タブは幼い頃からテキサス州内の農場を渡り歩いた。ジミー・ロジャーズに影響を受け、余暇のほとんどを歌、ヨーデル、ギターの練習に費やした。19歳の頃、テキサス州サンアントニオのラジオ局KONO-AMで歌手としての仕事を得た。給料は低く、公共事業促進局での溝掘りの仕事の他、薬局店員の職も得た。1939年、テキサス州サンアンジェロに転居し、ラジオ局KGKL-AMで午後の15分間の生番組に採用された。この頃、生活のためにビール配達のトラック運転手も務め、第二次世界大戦中、『Beautiful San Angelo 』を作曲およびレコーディングした。

### プロとしての活動
1936年、1933年に亡くなったジミー・ロジャーズの未亡人に連絡を取り、彼のサイン入り写真をお願いした。彼らの友情は続き、彼女は彼をRCAレコードに紹介した。彼の最初の2曲は成功しなかった。1939年に受けた扁桃摘出術が歌唱に影響し、作曲家となった。1940年、デッカ・レコードに移籍し、再度歌に挑戦し、デッカでの6枚目のシングル『Walking the Floor Over You 』でスターダムに上った。

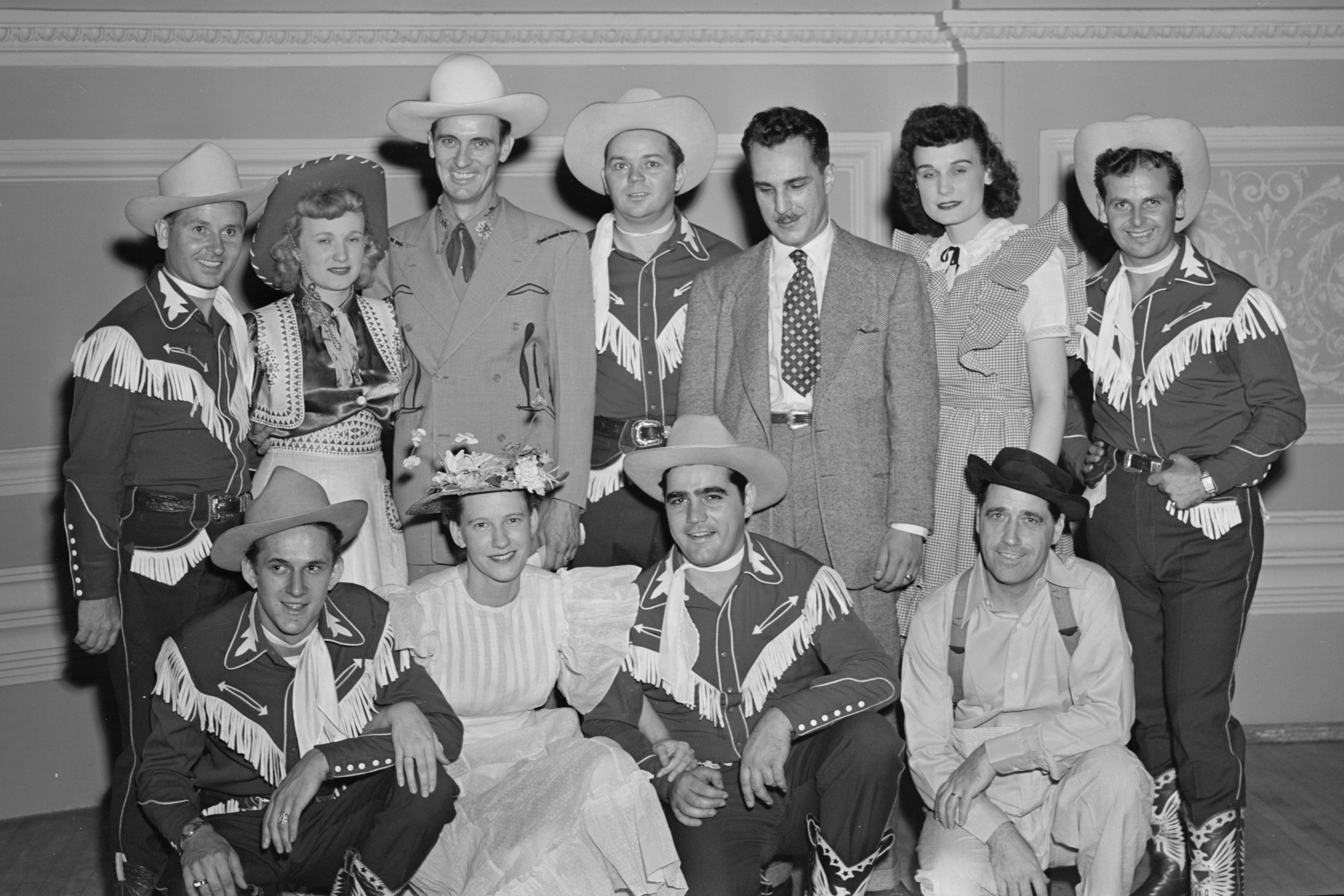
1947年、カーネギー・ホールにて(後列左から3人目)

1943年1月、テネシー州ナッシュビルから全米放送される『グランド・オール・オープリー』に自分のバンドであるテキサス・トラバドーズと共に出演した。最初のバンド・メンバーはアラバマ州ガズデンで活動していたヴァーノン"トビー"リース、チェスター・スタダード、レイ"キーモ"ヘッドであった。40年間、『オープリー』のレギュラーであり続け、土曜夜のこの番組の後、自身の番組『ミッドナイト・ジャンボリー』で司会を務めた。1947年9月、『グランド・オール・オープリー』がニューヨークのカーネギー・ホールで初めて収録された際のメイン出演者となった。
タブはいつもナッシュビルの最高の音楽家たちと共に演奏していた。トラバドーズの最初のギター奏者ジミー・ショートはタブからそのシングル・ストリング・ギター・ピッキングで認められていた。1943年から1948年頃のタブの数々の曲でショートのクリーンでクリアなリフが特徴とされてきた。他にバンドとしてのツアー公演、レコーディング双方で知られていたのはスティール・ギター奏者のジェリー・バードや、1947年にタブによりショートにリード・ギター奏者として置き換えられるトミー"バターボール"ペイジであった。1949年、トラバドーズにビリー・バードが参加し、間奏にジャズ風のリフを導入し、特に彼のギター・ソロの最後の4音のリフはタブの曲になくてはならないものとなった。またジェリー・バードとは血縁はないが、1959年までジャズ・ミュージシャンのバードが在籍していた。
1950年代から、彼のプロデューサーであるオウエン・ブラッドリーはタブの曲の多くでピアノを弾いていたが、タブは当時流行っていたホンキートンクのピアノ奏者ムーン・マリカンのような演奏を求めていたため、クラシック奏法を学んできたブラッドリーにとってホンキートンク奏法は難しく、タブはブラッドリーの演奏を「ムーンの半分の出来」としか評価しなかった。間奏のピアノ・ソロの際、タブはブラッドリーを「ハーフ・ムーン・ブラッドリー」と紹介していた。
1949年、ブギウギで有名なアンドリューズ・シスターズはデッカでエディ・アーノルドの『Don't Rob Another Man's Castle 』やウエスタン・スウィング風の『I'm Bitin' My Fingernails and Thinking of You 』をカバーした際、タブは彼女たちのカントリーへのクロスオーバーの助力した。タブは彼女たちの大ヒットに印象を受け、またタブは1947年のフォークのレジェンドであるバール・アイヴスとの彼女たちの『The Blue Tail Fly (Jimmy Crack Corn) 』が『ビルボード』誌のトップ10に入っていたことを覚えており、彼女たちをカントリーでどうしても成功させたかった。 彼女らに気に入ってもらえるように、彼はフィンガーネイルのアップビートのサウンドを用意した。デッカの録音技術者は音のバランスを調節するため、テキサス・トラバドーの身長に合わせて彼女たちに1つのマイクにつき1箱の木箱に立たせた。彼女らはタブのヴォーカル・スタイルに慣れておらず、メンバーのマクシーンは「タブは私が聴いたことのないような歌い方で歌った。彼はメロディを歌ったのだけれどもタイミングが違った。8小節ずつ歌っていた私たちの歌い方と違った。彼はどんな曲でも8小節、10小節、11小節と歌って突然止まる。だから私たちは彼が止まったら歌い始めるようにしたら、これまでなかった75万枚を売り上げた」と語った。
タブはもう良い声は出せず、自身が歌でレコーディングすることはなくなっていた。インタビューにおいて彼はバーにいる男性の95%はジュークボックスで彼の曲を聴きたがり、そのガールフレンドに「自分は彼より歌がうまい」と言い、そして実際そうだと語った。事実、彼はいくつかのレコーディングでいくつかの音符を見逃していた。1949年、タブが『You Don't Have to Be a Baby to Cry 』をレコーディングした時、誰かが「低い音が出せることを願っているんだろう」と語り、レコーディング・ブースにいた、当時デュエット・パートナーであったレッド・フォリーが「アーネストが低い音が出せることを願っているんだろう」と答えた。2人は共同で7枚のアルバムを出版し、長年、2人で不仲を装ったラジオ放送を行ない、またABCのフォリーの番組『Ozark Jubilee 』にタブが出演することもあった。 
1957年、ナッシュビルにある生命保険会社ナショナル・ライフのビルのロビーで、音楽プロデューサーのジム・デニーをa .357 マグナムで撃とうとした。タブは相手を間違えたが、誰にもあたらなかった。タブは公衆での酩酊で逮捕された。
1960年代、タブはカントリー史上最高のバンドの1つを率いていた。バンドの番組『Hee Haw 』で巧妙なギター演奏を見せていたレオン・ローズ。1975年秋から1960年代初頭までタブと演奏していたペダル・スティール・ギターの名手バディ・エモンズ。1962年春から1973年秋までタブと演奏していた最も功績のあるスティール・ギター奏者の1人バディ・チャールトンなど。エモンズはスティール・ギター工場で自身の名のついた楽器を製造した。チャールトンとローズはテキサス・トラバドーの中心人物となった。
1965年秋から彼は30分間のテレビ番組『アーネスト・タブ・ショウ』の司会を務め、3年間シンジケートで放送された。同年、カントリー・ミュージック殿堂に殿堂入りし、1970年、ナッシュビル作曲家殿堂に殿堂入りした。

### 後年
タブはあらゆるカントリー・アーティストのファン、チャートに入らなくなってからも残っている彼の長年のファン、音楽仲間、彼が出演し続けた『オープリー』の常連、などに影響を与えた。当時オープリーの会場であったライマン公会堂から数ブロックしか離れていない彼のレコード店で収録されていたラジオ番組『ミッドナイト・ジャンボリー』の司会を続けた。1979年、タブ自身が出資したカシェ・レコードから、著名なカントリー歌手たちと組んだアルバム『The Legend and the Legacy 』が出版された。1999年、アルバム20周年を記念してファースト・ジェネレーションからCD版が発売され、すぐに増刷された。
1980年、ロレッタ・リンの半生を描いた伝記映画『歌え!ロレッタ愛のために』にロイ・エイカフ、ミニー・パールと共に出演した。
後年になって慢性閉塞性肺疾患を患っても彼の声はそのままであった。酸素ボンベをツアー・バスに常備しながら年間200回出演していた。毎公演後、残っていたファンたちと握手やサインに応じていた。1982年、健康問題によりついに演奏を辞めた。
1984年、テネシー州ナッシュビルのバプティスト病院にて病死した。ナッシュビルのハーミテージ記念庭園に埋葬されている。

### レガシー
1999年、テキサス・カントリー・ミュージック殿堂に殿堂入りし、2003年、CMTが選ぶ40名の男性カントリー・アーティストの第21位にランクインした。
1950年代、彼の息子の1人、ジャスティン・タブはカントリー・ミュージックで活動し、ジャスティンの息子のケイリー・タブとザッカリー・タブもミュージシャンとなった。1959年秋から1960年4月、タブの甥であるビリー・リー・タブは彼のバンドで短期間リード・ギター奏者を務めた。彼はロニー・ウエイド、X・リンカーンなどいくつかの別名を使ってソロで活動し、ジョン・アンダーソンと共にいくつかの曲を作曲した。甥の息子ラッキー・タブはハンク・ウイリアムズ3世のツアー公演の前座を務めた。
1960年代にテキサス・トラバドーのギター奏者であったカル・スミスは1970年代、カントリー界で自身のキャリアを築き、『Country Bumpkin 』などを出版した。テキサス・トラバドーのドラム奏者であったジャック・グリーンはバンドを離れてからカントリー界でスターとなり、『There Goes My Everything 』、『Statue of a Fool 』などのヒット曲を生み出した。
1952年、甥のグレン・ダグラス・タブはタブのためにヒット曲を作曲した。以降ボブ・ディラン、ジョニー・キャッシュ、B・J・トーマス、ジョージ・ジョーンズ、ケンタッキー・ヘッドハンターズ、チャーリー・プライド、アン・マレイ、キティ・ウェルズなど20名以上のカントリーまたはロックのスターに50曲以上のヒット曲を作曲した。グレンは『Skip A Rope 』でグラミー賞を獲得した。彼は現在WSMのラジオ番組『ミッドナイト・ジャンボリー』で『アーネスト・タブ・トリビュート・ショウ』に出演し、全米をツアーしている。
1947年に創立されたアーネスト・タブ・レコード・ストアはナッシュビルのダウンタウンの他、グランド・オール・オープリー・ハウス近くのミュージック・ヴァレイにも現存している。